# Antti-Jussi Niemi
Antti-Jussi Niemi, född 22 september 1977 i Vanda, Finland, är en finsk före detta ishockeyförsvarare, som avslutade sin karriär i Jokerit i FM-ligan, där han var lagkapten.
Niemi draftades av Ottawa Senators i NHL-draftens fjärde runda 1996, men NHL-debuten skedde först säsongen 2000–01 då han spelade 28 matcher för Anaheim Mighty Ducks. Mellan 2003 och 2008 spelade han med Frölunda HC i Elitserien. Säsongen 2008–09 började han med KHL-laget Lada Togliatti. Efter 37 matcher i Ryssland kontrakterades han av Leksands IF i Allsvenskan.
Under en kvalseriematch mellan Leksands IF och Rögle BK säsongen 2008–09 tacklades Niemi av Mathias Tjärnqvist så pass illa att han fick flera frakturer i ansiktet och riskerade att drabbas av hjärnhinneinflammation.

## Meriter
- OS-silver: 2006
- SM-silver: 2006
- SM-guld: 2005

## Klubbar
- Väljs (moderklubb)
- KJT-Järvenpää
- Jokerit
- Anaheim Mighty Ducks
- Cincinnati Mighty Ducks
- Frölunda Indians, Elitserien 2003–2008
- Lada Togliatti, KHL 2008
- Leksands IF, Allsvenskan 2009–10